# Andes dossenus
Andes dossenus är en insektsart som beskrevs av Birgit Löcker 2007. Andes dossenus ingår i släktet Andes och familjen kilstritar. Inga underarter finns listade i Catalogue of Life.